# Albiorix (Mond)
Albiorix (auch Saturn XXVI) ist einer der kleineren äußeren Monde des Planeten Saturn.

## Entdeckung
Die Entdeckung von Albiorix durch ein Team bestehend aus Brett Gladman, John J. Kavelaars, Jean-Marc Petit, Hans Scholl, Matthew J. Holman, Brian G. Marsden, Philip D. Nicholson und Joseph A. Burns auf Aufnahmen vom 9. November bis zum 17. Dezember 2000 wurde am 19. Dezember 2000 bekannt gegeben. Albiorix erhielt zunächst die vorläufige Bezeichnung S/2000 S 11. Benannt wurde der Mond nach Albiorix, einer Gottheit aus der keltischen Mythologie, die auch unter dem Namen Teutates (Toutatis) bekannt ist.

## Bahndaten
Albiorix umkreist Saturn auf einer exzentrischen Bahn in einem mittleren Abstand von 16.401.100 km in rund 785 Tagen. Die Bahnexzentrizität beträgt 0,4838, wobei die Bahn mit 34° stark gegen die Ekliptik geneigt ist. Albiorix gehört zur Gallischen Gruppe der Saturnmonde.

## Aufbau und physikalische Daten
Albiorix besitzt einen Durchmesser von 32 km. Seine Dichte wird mit 2,3 g/m3 abgeschätzt. Er ist vermutlich aus Wassereis mit einem hohen Anteil an silikatischem Gestein zusammengesetzt.
Er besitzt eine sehr dunkle Oberfläche mit einer Albedo von 0,06, d. h., nur 6 % des eingestrahlten Sonnenlichts werden reflektiert. Mit einer scheinbaren Helligkeit von 20,5m ist er ein äußerst lichtschwaches Objekt. Die Rotationsperiode wurde von der Raumsonde Cassini-Huygens gemessen und beträgt etwa 13 Stunden und 20 Minuten.